# اندیس مس چاه گز
مس چاه گز یک اندیس فلزی است که در حوالی شهر زردو استان کرمان قرار دارد و مادهٔ معدنی موجود در آن، مس است.  